# Epuraea silacea
Epuraea silacea är en skalbaggsart som först beskrevs av Herbst 1784.  Epuraea silacea ingår i släktet Epuraea, och familjen glansbaggar. Arten är reproducerande i Sverige.